# Viel Lärm um nichts (2012)
Viel Lärm um nichts ist eine Verfilmung von William Shakespeares Theaterstück Viel Lärm um nichts aus dem Jahre 2012. Der Schwarz-Weiß-Film wurde innerhalb von nur 12 Tagen im Privathaus des Regisseurs Joss Whedon gedreht. Die Premiere des Films fand auf dem Toronto International Film Festival 2012 statt. In Deutschland war er erstmals am 29. Juni 2013 während des Filmfests München zu sehen.

## Handlung
Abgesehen von einigen Kürzungen wurden Handlung und Dialoge des Films größtenteils unverändert von William Shakespeares Vorlage übernommen, dennoch gibt es einige Abweichungen:
Zum einen spielt der Film in der heutigen Zeit, und während die Figur Conrade im Original männlich ist, ist sie im Film eine Frau, die eine Beziehung mit Don Juan hat. Des Weiteren wurden einige Szenen der Kammerfrau Margaret auf die Kammerdienerin Ursula übertragen und mehrere Nebenfiguren – darunter Leonatos Bruder Antonio – wurden durch einen Berater Leonatos ersetzt. Zudem hebt der Film durch Rückblenden eine Interpretation des Textes hervor, wonach Beatrice und Benedikt in der Vergangenheit einen One-Night-Stand hatten. Diese Interpretation nimmt Bezug auf die erste Szene des zweiten Akts in Shakespeares Original, in der Beatrice auf die Anschuldigung, sie habe Benedikts Herz verloren, antwortet:

„Es ist wahr, gnädiger Herr, er hat es mir eine Zeitlang versetzt, und ich gab ihm seinen Zins dafür, ein doppeltes Herz für ein einfaches. Seitdem hatte er mir’s aber mit falschen Würfeln wieder abgenommen, so daß Euer Gnaden wohl sagen mag, ich habe es verloren.“

Diese Zeilen sollen so verstanden werden, dass Beatrice und Benedikt schon einmal Gefühle füreinander hatten, wodurch es im Film nicht um eine neue Liebe geht, sondern um eine alte, die neu entflammt.

## Besetzung
Die Idee für den Film entstand während einer privaten Shakespeare-Lesung, die Whedon regelmäßig mit befreundeten Schauspielern, die er von seinen diversen Projekten kennt, abhält. Demzufolge sind auch die beiden wichtigsten Rollen, Beatrice und Benedikt, mit Amy Acker und Alexis Denisof besetzt, die bereits in Whedons Serie Angel zu sehen waren und die die Rollen bereits im Rahmen dieser Lesungen übernommen hatten. Auch die anderen Schauspieler hatten zu einem Großteil bereits Hauptrollen in seinen Serien. So spielten Reed Diamond und Fran Kranz in Dollhouse, Sean Maher und Nathan Fillion in Firefly und Tom Lenk in Buffy – Im Bann der Dämonen. Ursprünglich war Anthony Head für die Rolle des Leonato vorgesehen, der ebenfalls eine Hauptrolle in Buffy innehatte. Da dieser jedoch wegen anderer Verpflichtungen nicht zur Verfügung stand, erhielt die Rolle stattdessen Clark Gregg, der zuvor in Whedons Film Marvel’s The Avengers zu sehen war. Auch Jillian Morgese, die mit der Rolle der Hero zum ersten Mal eine größere Rolle in einem Spielfilm hatte, lernte Whedon am Set von The Avengers kennen, wo sie als Statistin tätig war.

## Produktion

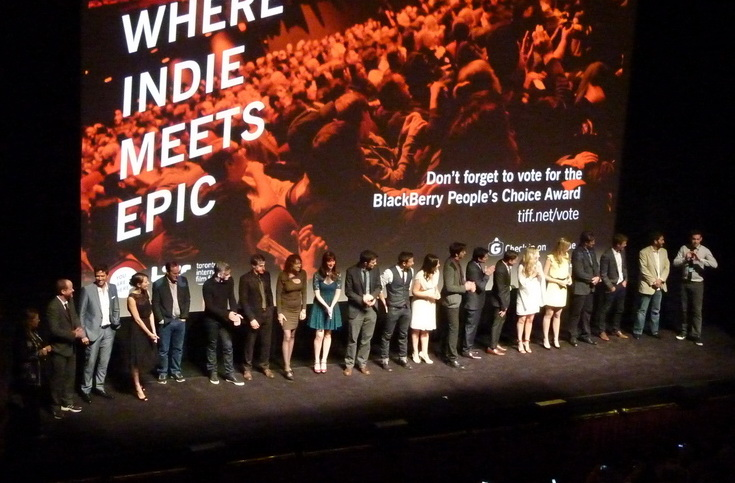
Darsteller und Stab beim Toronto International Film Festival 2012

Produziert wurde der Film durch das Filmstudio Bellwether Pictures, das Whedon zusammen mit seiner Frau Kai Cole gegründet hat. Die Dreharbeiten begannen Mitte Oktober 2011 und fanden in Joss Whedons Privathaus statt. Innerhalb von nur 12 Tagen und mit einem sehr geringen Budget entstand so der Schwarz-Weiß-Film, während Whedon Urlaub von der Postproduktion von Marvel’s The Avengers hatte.
Whedon und Kameramann Jay Hunter legten Wert darauf, als Lichtquelle möglichst das natürliche Sonnenlicht zu verwenden, und passten die Dreharbeiten dem Stand der Sonne an. Bezüglich des häufigen Gebrauchs von Spiegeln, Glas und Fenstern, durch die gefilmt wurde, erklärt Whedon: „[It’s] something I’d like to do all the time, but particularly in a movie that’s all about lies, and manipulation and misunderstandings.“ (etwa: „[Das ist] etwas, das ich Allgemein gerne verwende, aber insbesondere in einem Film, in dem es stark um Lügen, Manipulation und Missverständnisse geht“). Der Film wurde mit mehreren Handkameras gedreht, in vielen Szenen kam aber nur die Hauptkamera (eine RED Epic) zum Einsatz. Um die Rückblenden hervorzuheben, wurde für diese ein Lensbaby-Objektiv verwendet.

## Musik
Die Filmmusik wurde von Deborah Lurie produziert und – wegen des geringen Budgets – von Joss Whedon selbst komponiert. Auch zu den beiden Liedern „Sigh No More“ und „Heavily“, die Shakespeare selbst in sein Stück geschrieben hat, komponierte Whedon Melodien. Gesungen wurden die beiden Lieder von Maurissa Tancharoen und Jed Whedon. Joss Whedon beschrieb die Erfahrung, zum ersten Mal Filmmusik zu komponieren als „furchteinflößend“, was bei ihm aber bedeute, dass er Spaß habe. Die Filmmusik erschien am 6. Juni 2013 unter dem Namen Much Ado About Nothing: Original Score im Label Bellwether Records.

## Veröffentlichung
Die Weltpremiere des Films war auf dem Toronto International Film Festival 2012. Später war der Film auch in anderen Ländern auf Festivals zu sehen. Nachdem die Nordamerikanischen Vertriebsrechte von Lionsgate erworben wurden, war der Film ab dem 7. Juni 2013 in Nordamerikanischen Kinos zu sehen. Auch in Großbritannien und Australien war Much Ado About Nothing im Kino zu sehen. Seit 8. Oktober 2013 ist Much Ado About Nothing auf Blu-ray Disc und DVD erhältlich. In Deutschland war der Film ab dem 24. Juli 2014 zu sehen.

## Rezeption
Viel Lärm um nichts wurde laut der Filmkritikseite Rotten Tomatoes von den Kritikern positiv aufgenommen. Von den 176 erfassten Kritiken waren 86 % positiv. Die Deutsche Film- und Medienbewertung verlieh dem Film das Prädikat „besonders wertvoll“.
John Defore von The Hollywood Reporter bemerkt in einer positiven Kritik: „… stärker als die meisten [Shakespeare-]Adaptionen bleibt dieser Film Shakespeares Praxis treu, alle verfügbaren Mittel zu verwenden, um das Publikum zu unterhalten“. Peter Travers schreibt für die Zeitschrift Rolling Stone: „Ohne damit zu sparen die Erzählung tragisch zu untermauern, gelingt Whedon eine unwiderstehliche Verschmelzung von Frohsinn und Böswilligkeit“. Während Catherine Shoard vom Guardian den Film „Die erste großartige zeitgenössische Shakespeare-Verfilmung seit Baz Luhrmanns Romeo und Julia“ nennt, bemängelt Peter Bradshaw, ebenfalls vom Guardian, dass er eben nicht dieselbe Energie wie der Film von Baz Luhrmann habe. Er ist auch der Meinung, dass die – von Whedon ergänzte – Vorgeschichte zu Benedikt und Beatrice deren Beziehung falsch darstelle.